# گروجیسک (شهرستان شمیاتچه)
گروجیسک (به لهستانی:  Grodzisk) یک روستا در لهستان است که در گمینا گروجیسک واقع شده‌است. گروجیسک  ۶۴۰ نفر جمعیت دارد.